# Ulf Gustafsson
Ulf Lindor Gustafsson, även skrivet Gustavsson, född 13 december 1937 i Skållerud, är en svensk roddare. Han tävlade för Uddevalla RK.
Vid Europamästerskapen i rodd 1959 i Mâcon tog Gustafsson brons i fyra med styrman (tillsammans med Kjell Hansson, Lennart Hansson, Lars-Eric Gustafsson och Bengt Gunnarsson).
Gustafsson tävlade i två grenar för Sverige vid olympiska sommarspelen 1960 i Rom. Han var en del av Sveriges lag som blev oplacerade på både fyra med styrman och åtta med styrman.